# Ай-Гуёган
Ай-Гуёган (устар. Ай-Гу-Ёган) — река в России, протекает по территории Нижневартовского района Ханты-Мансийского АО. Устье реки находится в 449 км по левому берегу Агана. Площадь водосборного бассейна — 381 км², длина реки — 52 км.

## Данные водного реестра
По данным государственного водного реестра России относится к Верхнеобскому бассейновому округу, водохозяйственный участок реки — Обь от впадения реки Вах до города Нефтеюганск, речной подбассейн реки — Обь ниже Ваха до впадения Иртыша. Речной бассейн реки — (Верхняя) Обь до впадения Иртыша.